# NGC 1285
NGC 1285 is een balkspiraalstelsel in het sterrenbeeld Eridanus. Het hemelobject werd op 28 oktober 1865 ontdekt door de Duits-Deense astronoom Heinrich Louis d'Arrest.
Waarnemers in de Benelux kunnen, aan de hand van NGC 1285, op zoek gaan naar de gordel van geostationaire satellieten. De telescoop met volgmechanisme dient naar NGC 1285 gericht te worden, de geostationaire satellieten bewegen traag doorheen het beeldveld.

## Synoniemen
- PGC 12259
- MCG -1-9-26
- IRAS 03154-0728